# Sariah Ibarra
Pour les articles homonymes, voir Ibarra.
Pas d'image ? Cliquez ici

b Matchs officiels uniquement.
Sariah Ibarra, née le 19 septembre 2005, est une joueuse internationale américaine de rugby à XV et internationale de rugby à sept évoluant aux postes de demi d'ouverture ou d'arrière. Elle est sous contrat avec la fédération des États-Unis.

## Biographie
Née le 19 septembre 2005, Sariah Ibarra grandit à Huntington Beach, en Californie du Sud aux États-Unis. Son frère pratique le football américain et pour améliorer sa technique de plaquage, son père le pousse vers le rugby à XV. C'est ainsi que la petite Sariah découvre le rugby puis se prend d'amour pour la Nouvelle-Zélande. Elle débute au club du Belmont Shore RC.
Lycéenne, elle part en Nouvelle-Zélande et intègre la prestigieuse Hamilton High School. Elle est sélectionnée avec l'équipe nationale de rugby à sept de la catégorie des moins de 18 ans, entrainée par l'internationale Kristina Sue (en). À l'époque, elle rêve de devenir une Black Fern.
De retour aux États-Unis, elle intègre la filière de fédérale de haut niveau et part en tournée au Brésil avec les Falcons (l'équipe nationale B). Au mois de juillet, elle est sélectionnée avec les Eagles pour leur tournée au Japon : elle y obtient ses deux premières capes internationales, à seulement 19 ans. Elle n'est cependant pas retenue pour le WXV.
Diplômée de son lycée, elle reçoit des offres de bourse de plusieurs universités (Harvard, Dartmouth, Princeton), mais choisit de signer un contrat avec sa fédération pour prendre part au SVNS 2024-2025 avec l'équipe des États-Unis de rugby à sept. Durant toutes ces années, elle a bénéficié du soutien de son lycée de Los Alamitos qui a fait preuve d'une grande flexibilité pour que Sariah Ibarra puisse concilier rugby et études. Sa première saison à sept culmine au tournoi du Cap, où son équipe va jusqu'en finale contre la Nouvelle-Zélande. Au mois de mars, elle revient au XV pour disputer la Pacific Four Series.

## Palmarès
- Deuxième du Tournoi du Cap en 2023 avec l'équipe des États-Unis de rugby à sept.